# 李重美
李重美（?—937年1月11日），后唐末帝李从珂的第二子，又名李理美。
李重美幼年时明敏如成人。父亲李从珂在934年即位，李重美自左卫上将军领成德军节度使、兼河南府尹、判六军诸卫事，改领天雄军节度使、同中书门下平章事，清泰三年（936年）封雍王。石敬瑭反，李从珂想北征，李重美认为应当持重，请不要北征。李从珂害怕石敬瑭，本来不愿意去，听李重美之言，深以为然，但是刘延皓与刘延朗等迫之不已，李从珂只好到了河阳，留李重美守京师洛阳。后来听说兵败，洛阳居民都出城藏匿在山谷中。门官请禁止，雍王李重美说：“国家多难，未能为百姓作主，还要禁止他们避祸，可以吗？不如听其自便，事情平息了他们会自己回来。”于是放百姓出城。后晋兵将至，刘皇后堆积柴薪想焚烧宫室，李重美说；“新天子到了，一定不会露天而居，他日一定重劳民力，这是我们死还留下怨恨。”刘皇后于是停止。最后李从珂、刘皇后和李重美一起自焚而死。
李重美妃为范延光女。

## 延伸阅读
[在维基数据编辑]
 《舊五代史·卷51》，出自薛居正《舊五代史》
 《新五代史·卷16》，出自歐陽修《新五代史》